# Shauna Sand

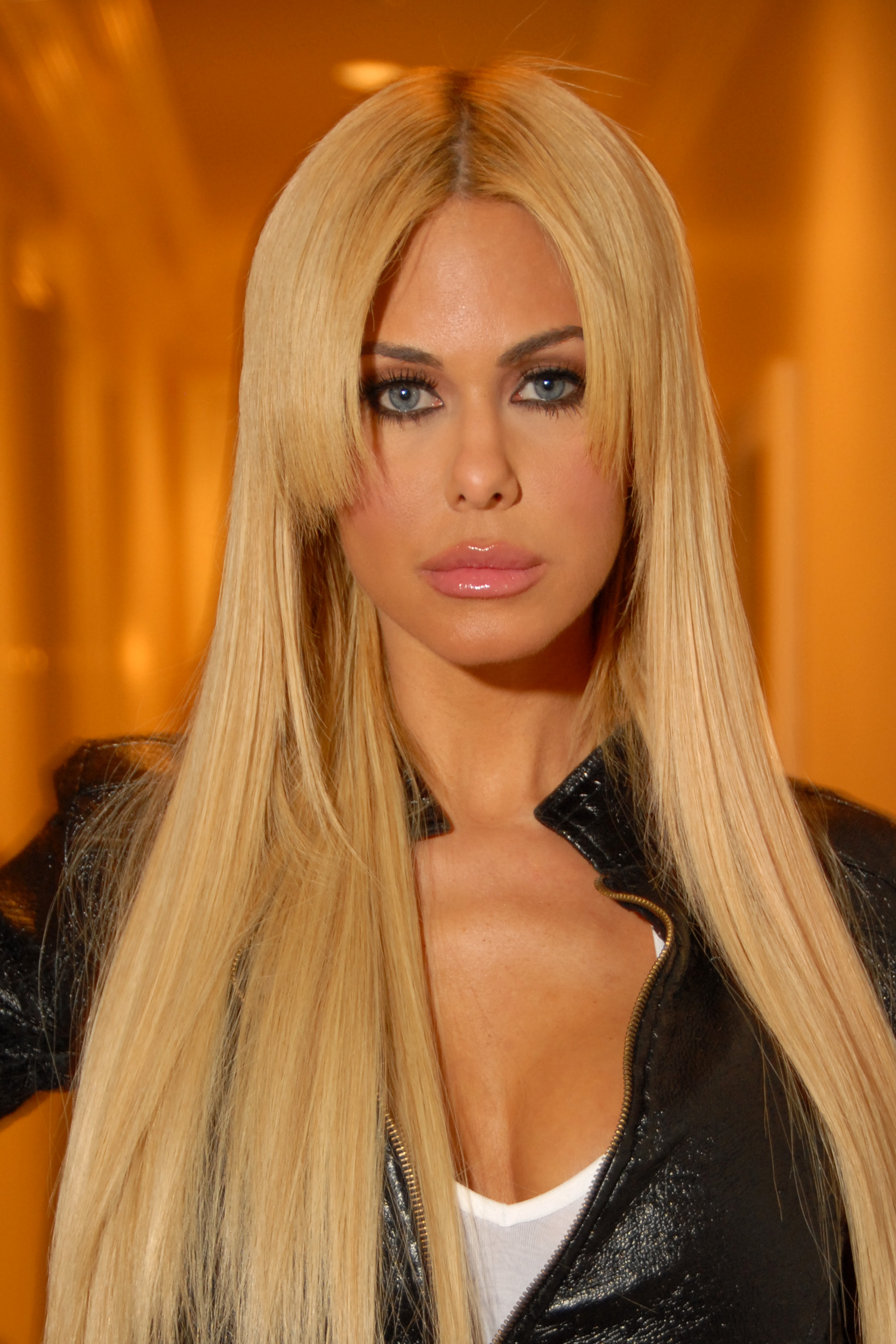
Shauna Sand (2009)

Shauna Sand é uma modelo e ex-coelhinha da Playboy.

## Carreira
Começou a modelar aos nove anos de idade. Ela tirou um tempo da carreira de modelo e foi para Paris e se matriculou brevemente na Universidade Americana de Paris, mas desistiu.

Sand tornou-se Playboy Playmate do Mês em maio de 1996.  Sand começou sua carreira de atriz com uma aparição na série de TV Renegade. Ela apareceu em programas de TV como Charmed, e em filmes como a comédia The Deviants (2004). Ela interpretou a principal antagonista nas três primeiras temporadas de Hollywood Girls (2012 - 2014). Sand estrelou Shauna Exposed, lançado pela Vivid Entertainment.